# お姫さまデビュー
『お姫さまデビュー』（おひめさまデビュー、Princess Debut）は、ケイブが2008年6月19日に発売したニンテンドーDS用ゲームソフト。
ジャンルは「お姫さまたいけん・ダンスアクション＆アドベンチャー」。
小学生以下の女の子をメインターゲットとした作品であり、可愛らしいキャラクターや着せ替え要素、難易度の低いリズムアクションなどはアーケード及びニンテンドーDSで人気を博した同様のゲーム『オシャレ魔女♥ラブandベリー』や『きらりん☆レボリューション』などと共通点が見られる。
なお、発売元のケイブは高難易度のシューティングゲームを主に製作している会社であるため、本作の発表時にはそれとは正反対とも言えるゲーム内容が話題となった。

## ストーリー
普通の女子中学生である主人公の元に、ある日突然異世界「フラワー王国」から自分とそっくりなお姫さまと謎の生物「タップ」が現れる。主人公はお姫さまの代わりに各国の王子の中からダンスパートナーを選び、「サンドリヨンの舞踏会」で優勝することを頼まれる。フラワー王国に行った主人公の前に現れたのは、彼女の同級生とそっくりな王子様たちで…。

## ゲームシステム

### ゲームモード
ストーリーモード王子様たちとふれあうアドベンチャーパートと、ダンスを踊るダンスアクションパートを交互に進行させてストーリーを進行させるモード。
ぶとうかいモード課題のダンスをクリアしていくモード。
れんしゅうモードストーリーモードで踊ったことのあるダンスを繰り返し練習できるモード。
ウォッチモードダンスの様子を様々な角度から鑑賞するモード。

### ダンス
下画面に表示される円形や半円形の「ダンスライン」をタッチペンでなぞるとダンスができる。
音楽に合わせて「お手本マーカー」が表示されるので、その動きと同じであればあるほど高得点。
音楽は「カルメン」「アイネ・クライネ・ナハト・ムジーク」などクラシック楽曲から20種類、振り付けはワルツ・タンゴなど10種類が用意されている。
ダンスの動きはプロのダンサーのものをモーションキャプチャーで取り込んでおり、3Dモデリングされたキャラクターがリアルで滑らかな動きを見せる。
「ウォッチモード」ではダンス中の足のステップが表示され、実際のダンスを学ぶことも出来る。

### きせかえ
ストーリーモードを進めると、主人公が身につけるドレスやアクセサリーが手に入る。ダンスモードではこれらのアイテムを様々に着せ替えて楽しむことができる。

## キャラクター
パッケージのイメージイラストは少女漫画家の桃雪琴梨。
- 主人公 - プレイヤーの分身。14歳の女子中学生。

- タップ - 主人公の身の回りの世話をする謎の生物。
- コーチ - 主人公にダンスを教えてくれるウサギ。

- カル - ラメリア合衆国の王子。格好良くてダンスも上手。
- キッド - ドリームーン公国の王子。やんちゃで悪戯好き。
- ランディ - グリード王国の王子。とても優しい性格。
- シャルル - シーサイ共和国の王子。ナルシストで女好き。
- ハヤト - ガラリアム王国の王子。きつい性格でダンス嫌い。